# Хари Дийн Стантън
Хари Дийн Стантън (на английски: Harry Dean Stanton) е американски филмов и телевизионен актьор роден през 1926 година.

## Биография и кариера
Стантън е роден на 14 юли 1926 година в Уест Ървайн, Кентъки. Майка му Ерсел е фризьорка, баща му Шеридън Хари Стантън е тютюнев фермер и бръснар. Родителите му се развеждат, когато той е в гимназията но по-късно се събират отново. Има двама по-малки братя – Арчи и Ралф, и доведен брат – Стан.
Посещава университета на Кентъки в Лексингтън, където учи журналистика и радио-изкуства. Също посещава и учебния курс към театър „Пасадина Плейхаус“ в Пасадина (Калифорния).
Стантън е ветеран от Втората световна война във Военноморски сили на Съединените американски щати. Служил е като готвач на „LST“ кораб по време на битката за Окинава.
Хари Дийн е известен като голям почитател на класическия рокендрол. Сред любимите му изпълнители са Чък Бери и Литъл Ричард. Стонтън участва в много „инди“ и култови филми, също както и в Холивудски хитови продукции като: Хладнокръвният Люк, Бягство от Ню Йорк, Зеленият път. Той е сред любимите актьори на режисьори като: Сам Пекина, Джон Милис, Дейвид Линч и Монти Хелмън, както и близък приятел с Франсис Форд Копола.
Стантън често е асоцииран с главната му роля като Травис в класиката на Вим Вендерс – Париж, щата Тексас. Забележителни са и появите му във филмите на Дейвид Линч – Диво сърце и Хотелска стая.
Появява се в музикалните клипове към песните на Рай Кудър – „Get Rhythm“ и Боб Дилън – „Dreaming of You“.

## Избрана филмография
| Година | Филм                            | Оригинално заглавие            | Роля                    | Режисьор              |
| ------ | ------------------------------- | ------------------------------ | ----------------------- | --------------------- |
| 1962   | Как беше завладян Запада        | How the West Was Won           | член от бандата на Гант | Хатауей, Форд, Маршал |
| 1965   |                                 | Ride in the Whirlwind          | слепия Дик              | Монте Хелман          |
| 1967   | Хладнокръвният Люк              | Cool Hand Luke                 | Трамп                   | Стюарт Розенберг      |
| 1973   | Пат Гарет и Били Хлапето        | Pat Garrett and Billy the Kid  | Люк                     | Сам Пекинпа           |
| 1974   | Кръстникът 2                    | The Godfather Part II          | Агент на ФБР            | Франсис Форд Копола   |
| 1975   | Сбогом, моя красавице           | Farewell, My Lovely            | детектив Били Ролф      | Дик Ричардс           |
| 1978   | Изпитателен срок                | Straight Time                  | Джери Шуе               | Улу Гросбард          |
| 1979   | Розата                          | The Rose                       | Били Рей                | Марк Райдел           |
| 1979   | Пришълецът                      | Alien                          | Брет                    | Ридли Скот            |
| 1981   | Волята на сърцето               | One from the Heart             | Мо                      | Франсис Форд Копола   |
| 1981   | Бягство от Ню Йорк              | Escape from New York           | Браян                   | Джон Карпентър        |
| 1983   | Кристин                         | Christine                      | детектив Джънкинс       | Джон Карпентър        |
| 1984   | Париж, щата Тексас              | Paris, Texas                   | Травис Хендерсън        | Вим Вендерс           |
| 1985   | Луд за любов                    | Fool for Love                  | стареца                 | Робърт Олтмън         |
| 1988   | Последното изкушение на Христос | The Last Temptation of Christ  | апостол Павел           | Мартин Скорсезе       |
| 1989   | Туистър                         | Twister                        | Кливлънд                | Майкъл Алмерейда      |
| 1990   | Диво сърце                      | Wild at Heart                  | Джони Фарагут           | Дейвид Линч           |
| 1993   | Хотелска стая                   | Hotel Room                     | Мо                      | Дейвид Линч           |
| 1995   | Не говори с непознати           | Never Talk to Strangers        | Макс Чески              | Питър Хол             |
| 1998   | Страх и омраза в Лас Вегас      | Fear and Loathing in Las Vegas | съдията                 | Тери Гилиъм           |
| 1999   | Зеленият път                    | The Green Mile                 | Туут-Туут               | Франк Дарабонт        |
| 2001   | Клетвата                        | The Pledge                     | Флойд Кейдж             | Шон Пен               |

## Награди и номинации
Награди „Сателит“ (САЩ):
- Номинация за най-добър актьор в поддържаща роля за телевизионни серии: Голяма любов (2007/2009)